# フラクトゥール
フラクトゥール（独: Fraktur  [fʁakˈtuːɐ̯] フラクトゥーア）は、ドイツ文字、亀の子文字、亀甲文字、ひげ文字などとも呼ばれる書体である。ドイツでは、第二次世界大戦頃までこの書体を印刷に常用していた。
フラクトゥールは、中世のヨーロッパで広く使われた、写本やカリグラフィーの書体を基にした活字体・ブラックレターの一種であり、最も有名なものである。時には、ブラックレターを全部指して「フラクトゥール」と呼ぶこともある。フラクトゥールの語源は、古いラテン語の分詞、frangere（壊す）、fractus（壊れた）であり、他のブラックレターや現在よく使われるローマ字体であるアンティカ体に比べて線が崩れているところに特徴がある。

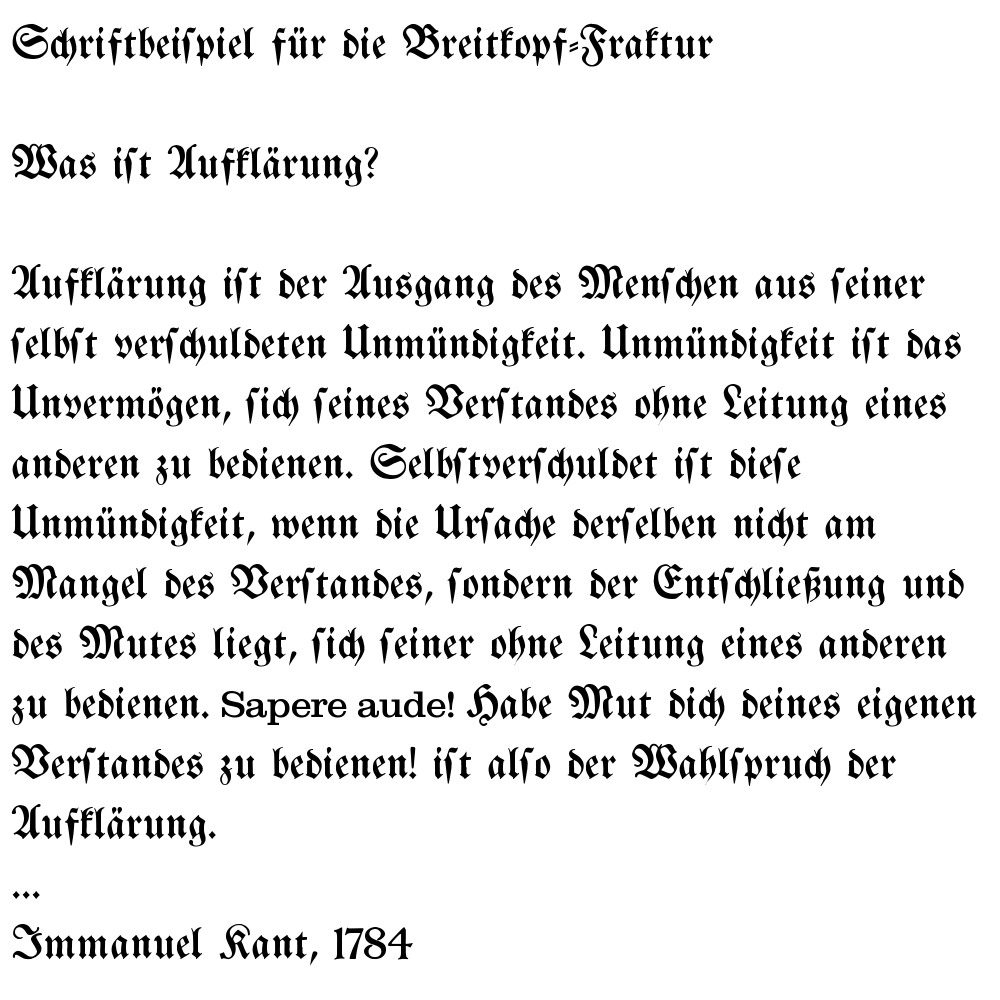
イマニュエル・カントの書簡。「Breitkopf-Fraktur」というフラクトゥールを用いた文章の例。文中、ラテン語の言い回しである「Sapere aude」のみはローマン体が使用されている

通常、大文字の I と J には外見上の違いがないか、あってもわずかな差異である。これは、両者の起源は同じであり、区別する必要があまりなかったためでもある。語尾以外では小文字 s に長いs（ ſ - 小文字の f によく似ているが、横棒が右側へと貫かない）を用いる。ß（エス・ツェット）には 長いs と z の合字を用い、ch には、文字同士が接触しないものの、字間が通常より狭い合字をそれぞれ用いる。また、ウムラウト付きの文字 ( Ä ä Ö ö Ü ü ) では、現在のウムラウト（点を横に2つ並べたもの）ではなく、その由来となった古い形、すなわち小さな e を文字の上に付した字形のものがしばしば見られる。ハイフンは、右上がりの二重線となる。

## フラクトゥールの歴史

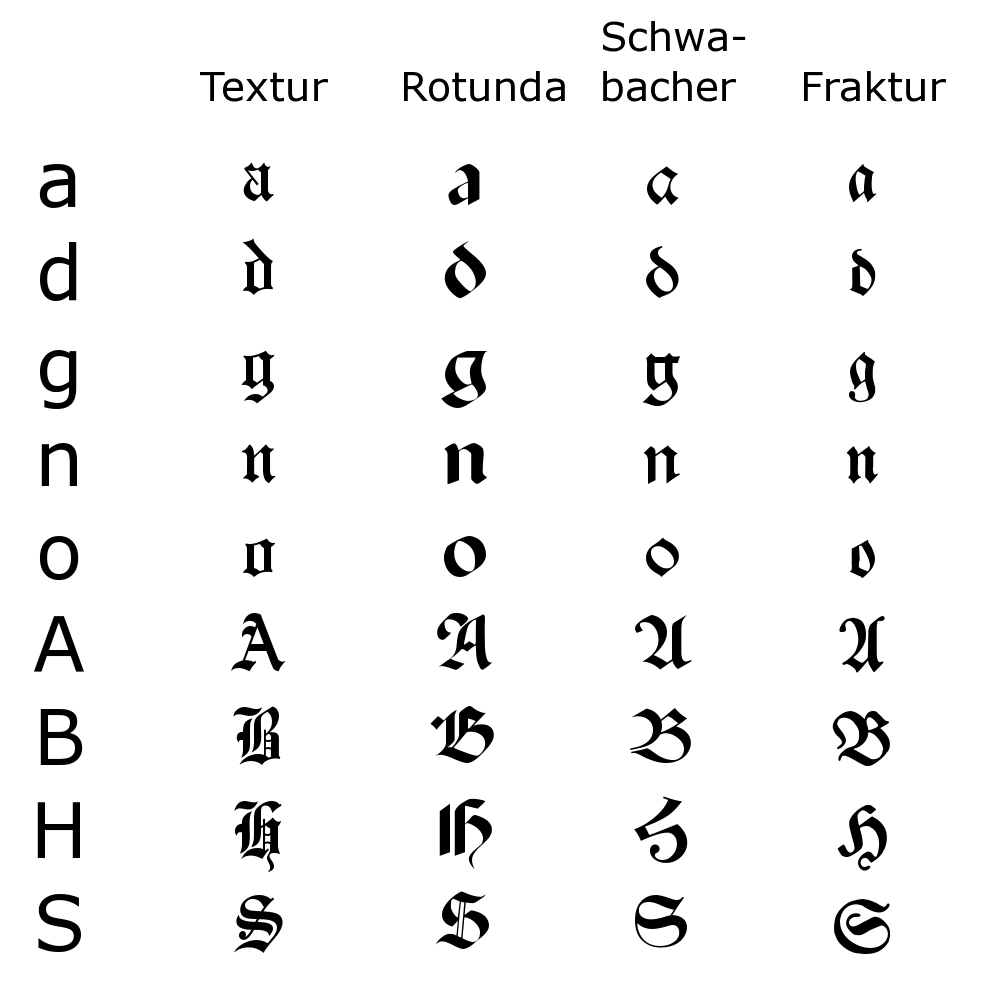
ブラックレターの例

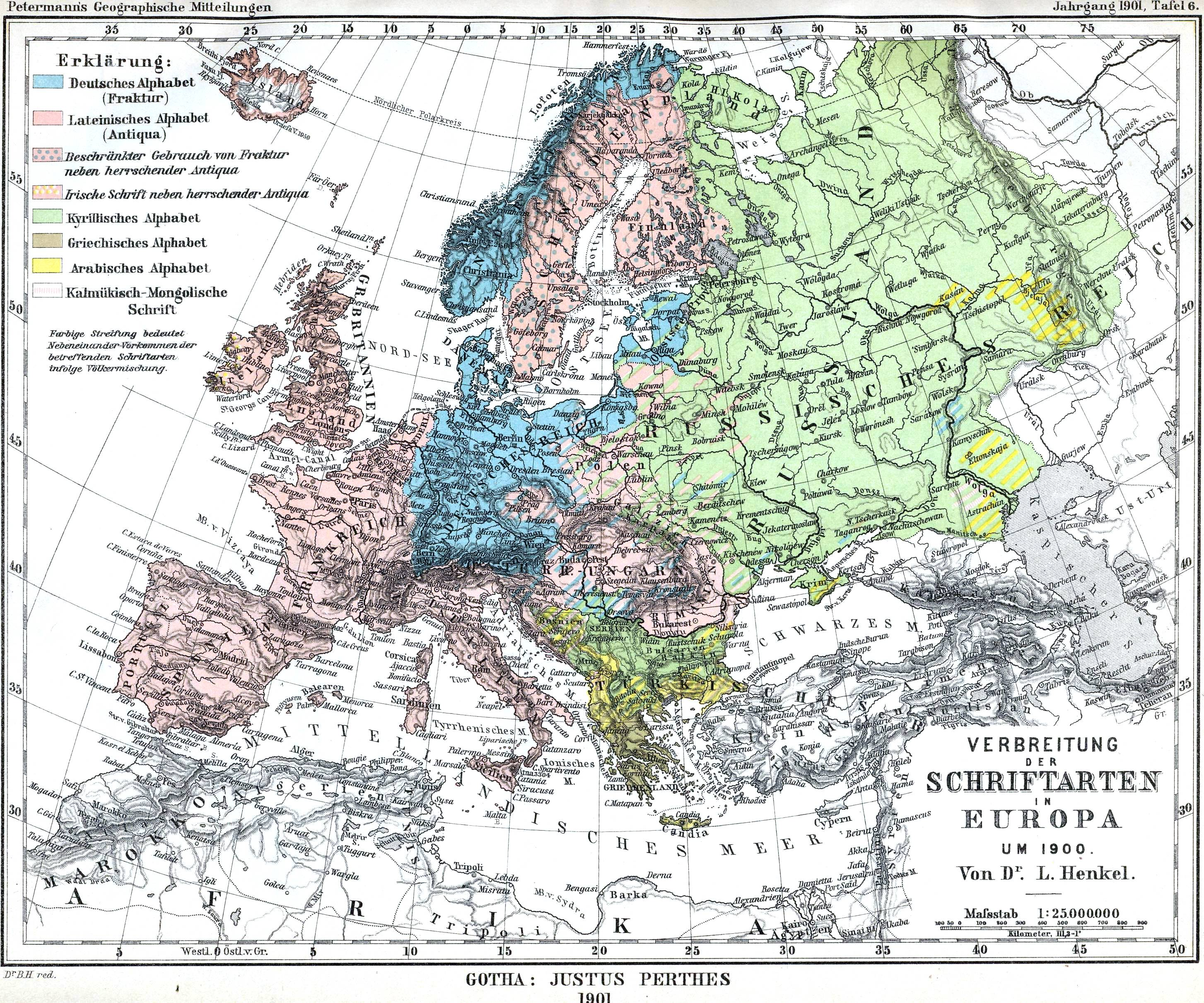
1900年ごろの欧州で使用されていた文字の分布図。ドイツ・オーストリア・デンマーク・ノルウェー・ラトビア・エストニアの青はフラクトゥールを利用する地域を示す。スウェーデンやフィンランドの青の斑点は、フラクトゥールがまれに利用されたことを示す。西欧のピンクはアンティカ体。緑はキリル文字、黄色はアラビア文字、オリーブ色はギリシャ文字

最初のフラクトゥールは神聖ローマ帝国のマクシミリアン1世の治世（1493年 - 1519年）に、皇帝の出版事業に際して特別にデザインされたものである。フラクトゥールは人気を博し、以前のブラックレターであるシュヴァーバッハー体（Schwabacher、ヨハネス・グーテンベルクが使った書体）やテクストゥアリス（Textualis/Textur、テクストゥラ体とも）などの書体に取って代わるようになり、様々なヴァリエーションのフラクトゥールの活字が彫られるようになった。
他の多くのヨーロッパ諸国ではブラックレターが16世紀頃までに衰え、古代ローマの書体を模範にしてイタリアで発展し人文主義者らによってヨーロッパに広まっていたアンティカ体、ローマン体によって置き換えられていった。北欧諸国でも19世紀まではブラックレターが使用されたが、例えばデンマークでは19世紀半ばにアンティカ体の利用が増え、1902年の時点で95%の印刷物がアンティカ体を使用するようになっていた。ノルウェーも同様に1900年頃にほとんどの印刷物はアンティカ体に変わった。

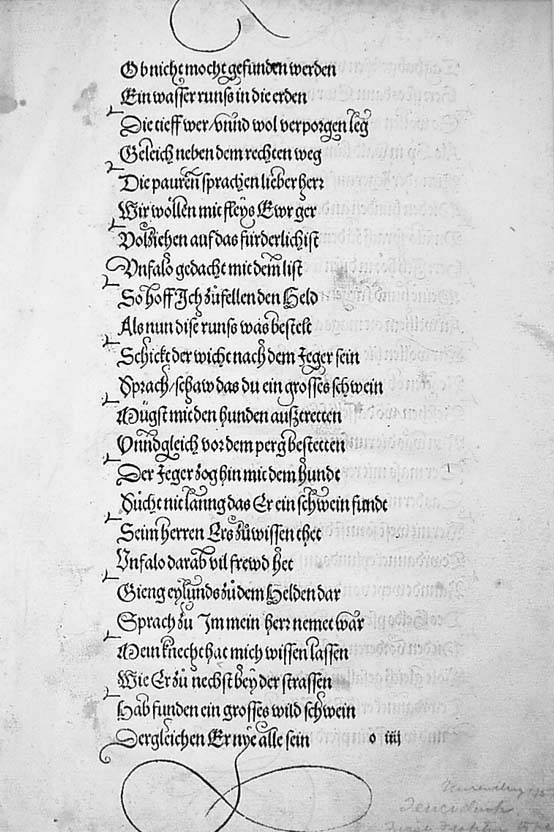
『騎士テウエルダンクの物語』（1517年版）。フラクトゥールが使用された初期の出版物
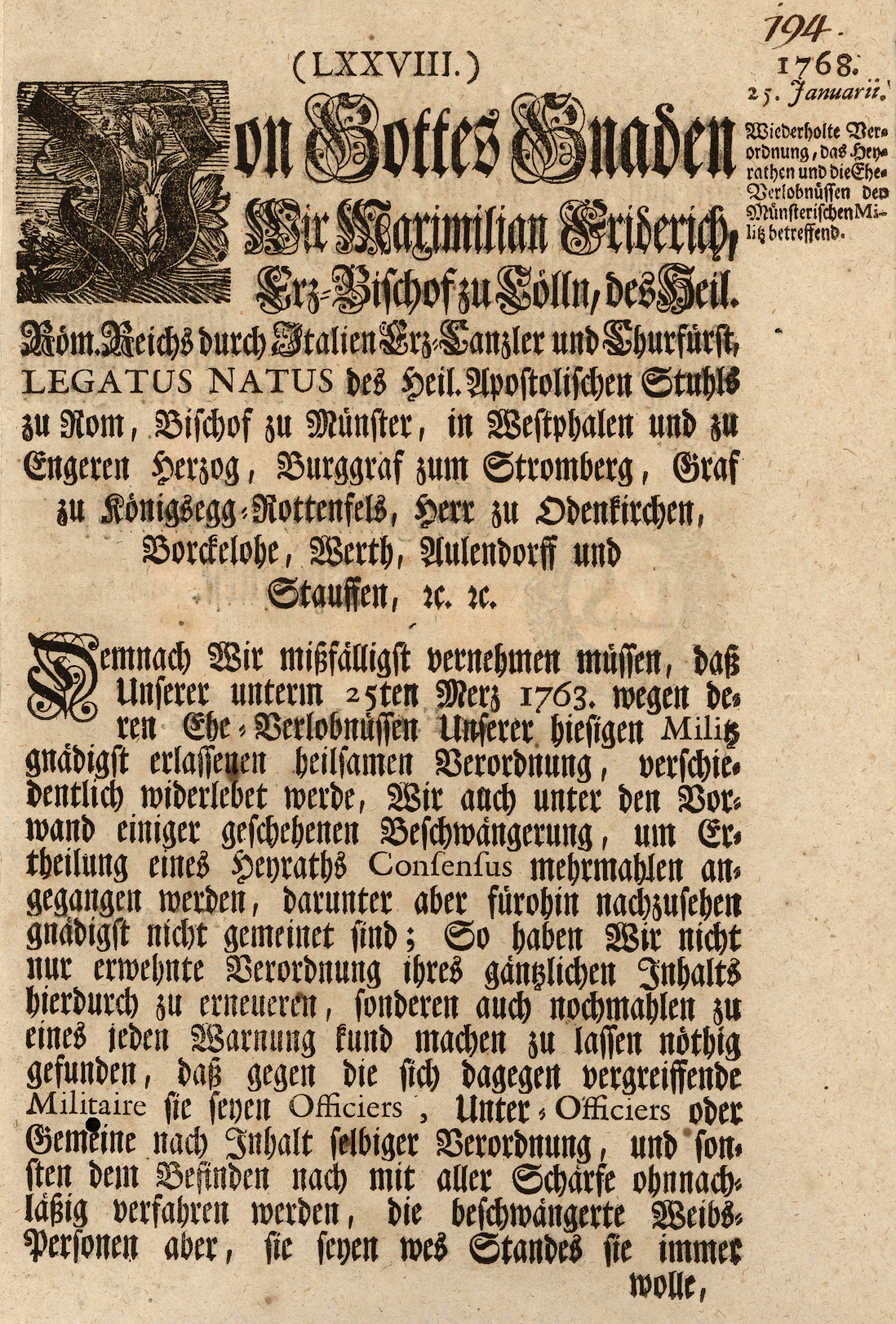
1768年のドイツ語文書。文中で、ラテン語の単語（"LEGATUS NATUS", "Consensus"）、フランス語の単語（"Militaire", "Officiers"）、フランス語から取り入れられドイツ語化された借用語（"Militz"）のみはアンティカ体で印字されている
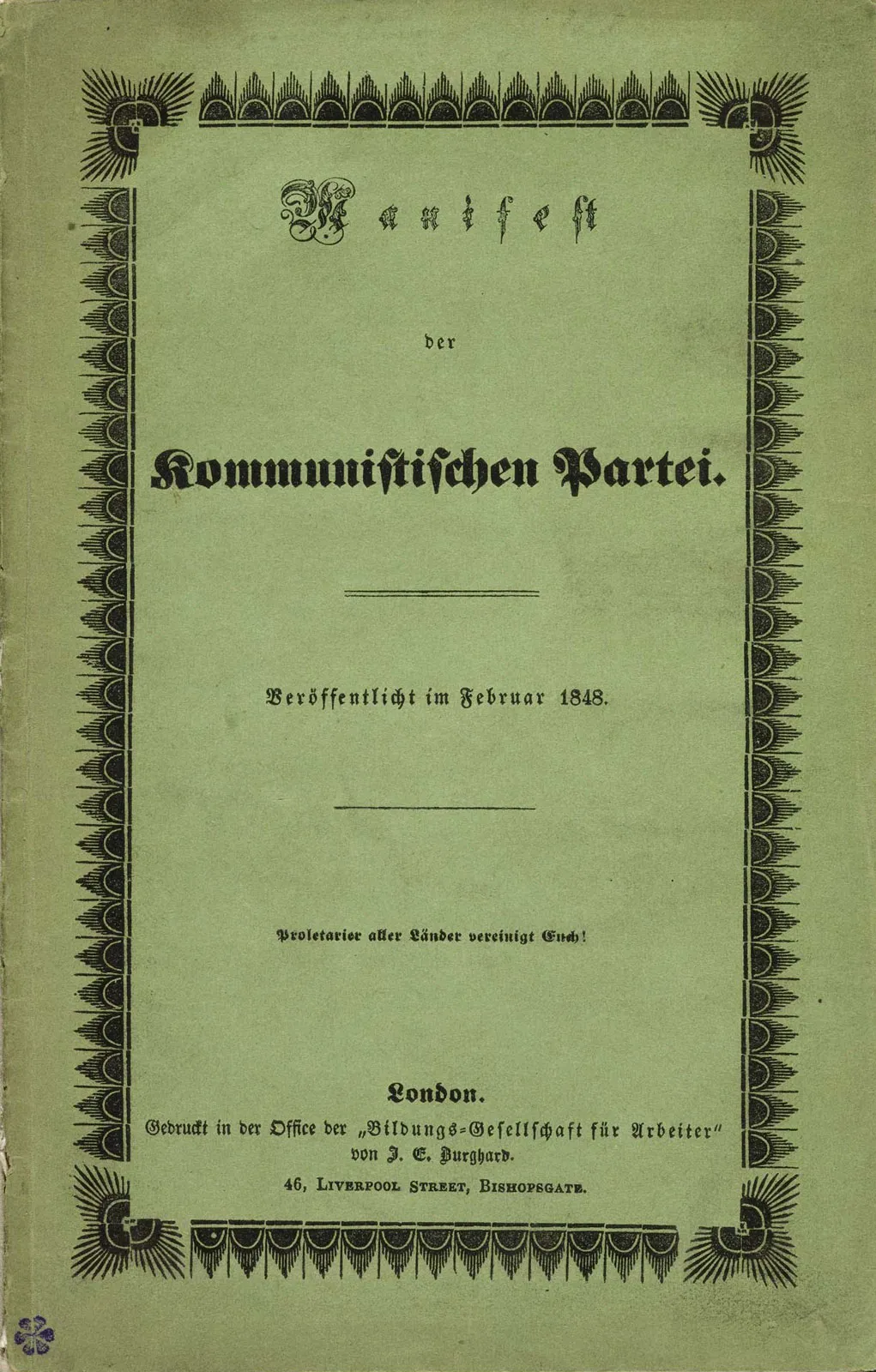
ロンドンで1848年に出版されたドイツ語版『共産党宣言』
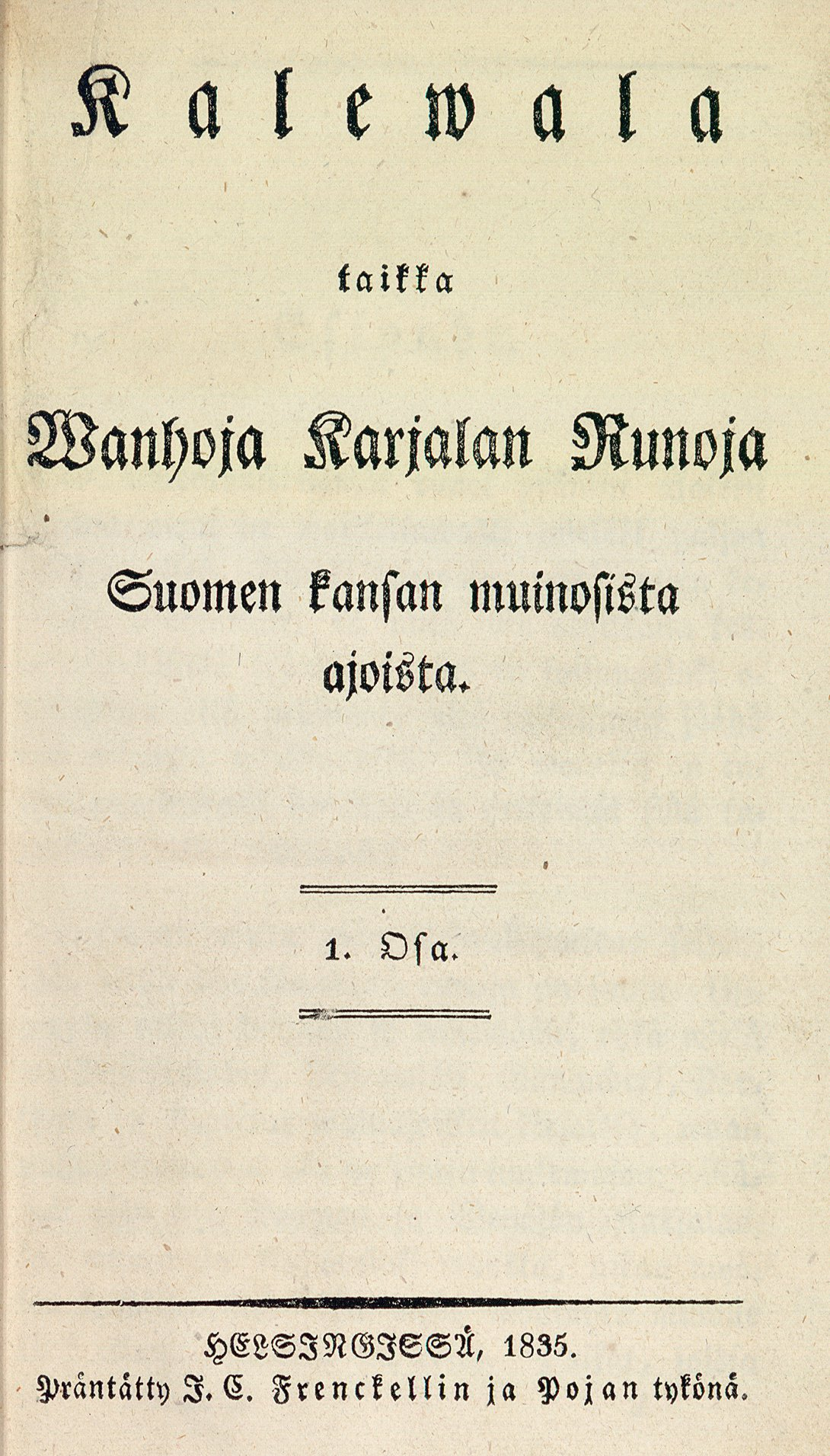
1835年に出版されたフィンランドの民族叙事詩『カレワラ』。フィンランド語でフラクトゥールを使用
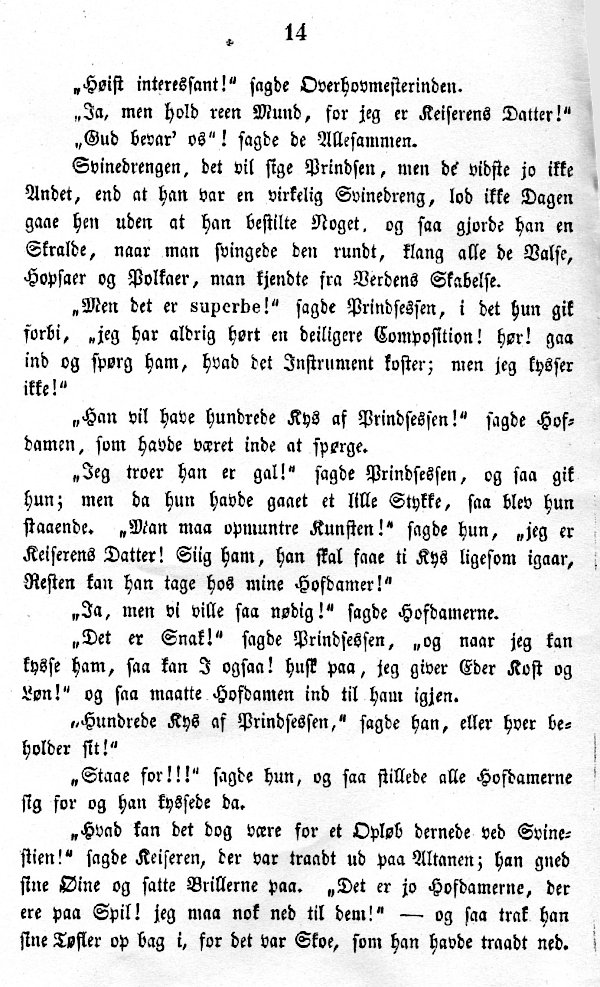
1885年に出版されたアンデルセンの童話集。デンマーク語でフラクトゥールを使用

しかしドイツ語圏では19世紀でもフラクトゥールでの製版が常用されていた。いくつかの本はまだシュヴァーバッハー体を使用していたほどである。なかでも優勢なフラクトゥールの書体は「Normalfraktur」と呼ばれるものであり、様々な細かい違いの活字が存在した。
ドイツでもすべての文章がフラクトゥールで印刷されたわけではない。バロック時代には、科学技術関連の文献はアンティカで、詩はフラクトゥールで記された。18-19世紀になるとフラクトゥールが一般的な印刷書体として使用されるようになり、アンティカの出版物には国際的・教養的・科学的といった属性が伴うようになった。

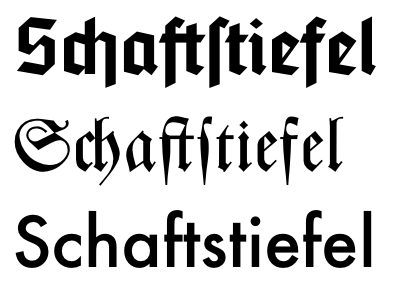
1930年代のドイツの書体の例。上からサンセリフのフラクトゥールであるタンネンベルク体（1935年）、伝統的なフラクトゥール体であるZentenar-Fraktur（1939年）、サンセリフであるFutura（1927年）

ドイツ語をアンティカとフラクトゥールのどちらで表記するのがよいかという「アンティカ・フラクトゥール論争」が起こっている。特に19世紀初頭の中世再評価やロマン主義、国民文学の創生の時期には、ドイツ語はゲルマン的なフラクトゥールで書くのが一番しっくりとする、アンティカ体は軽薄だがフラクトゥールは重厚で中身がある、中世のゴシック文化全盛期を彷彿とさせるなどといったフラクトゥール擁護論が喧伝された。20世紀の第一次世界大戦前にも、アンティカ体を推進する議論に対し、フラクトゥールは読めるスピードが速く、読み間違えにくいため客観的に見て優れている、というフラクトゥール擁護論が現われ激論となった。しかしアンティカ体普及の勢いはやまず、第一次世界大戦後のドイツではバウハウス関係者やヤン・チヒョルトなどモダニストの間から、「Futura」のような機能的なジオメトリック・サンセリフ書体やローマン体など様々な書体が生み出され、世界的に影響を与えていった。
これに対し、民族主義者の側もフラクトゥールを擁護しようと反撃に出た。1930年代、ナチス・ドイツは、ドイツを故意に他の西欧諸国とは異なった国にしようという意図から、中世以来の伝統的なフラクトゥールを正式なドイツ語の書体とし、国際的なアンティカ体はアーリア的ではないと宣告した。ナチスの権力掌握前の1932年には出版物の42%がフラクトゥールを使用していたが、4年後の1936年には60%に増大した。学校ではフラクトゥールおよびその筆記体 (Kurrent) のみが教えられ、ルーン文字風のフラクトゥールの変種が作られた。
またこの時期、フラクトゥールなどのブラックレター体を簡素化し、セリフをなくして線の太さをそろえてサンセリフ（グロテスク体）風にした「Gebrochene Grotesk」（またはFraktur-Grotesk フラクトゥール＝グロテスク）という新しい書体が市場に登場した。これらは新即物主義建築やエレメンタリー・タイポグラフィーの原則をフラクトゥールに適用してデザインした読みやすく新しい書体であったが、ナチ党の権力掌握と時期が重なったため、「前の時代とは異なる国民社会主義（ナチズム）の時代の新しい書体」という風な売り方で普及し、ナチ党のプロパガンダなどの印刷に使われ、「ナチス時代の書体」というイメージが強い。代表的な書体には「タンネンベルク（Tannenberg）」などがある。

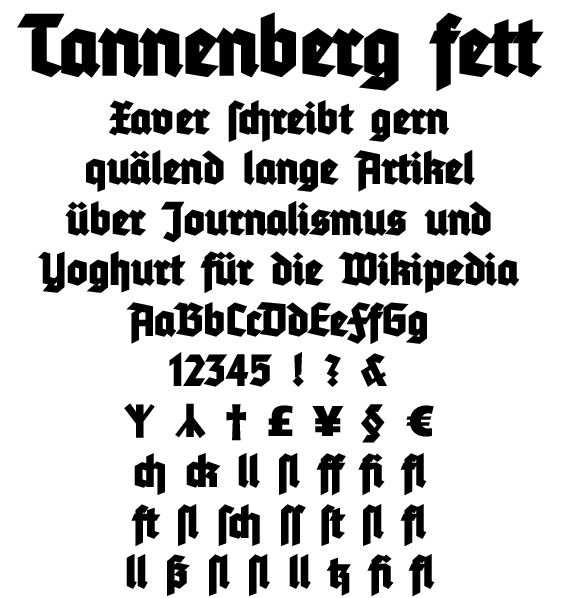
タンネンベルクの書体見本
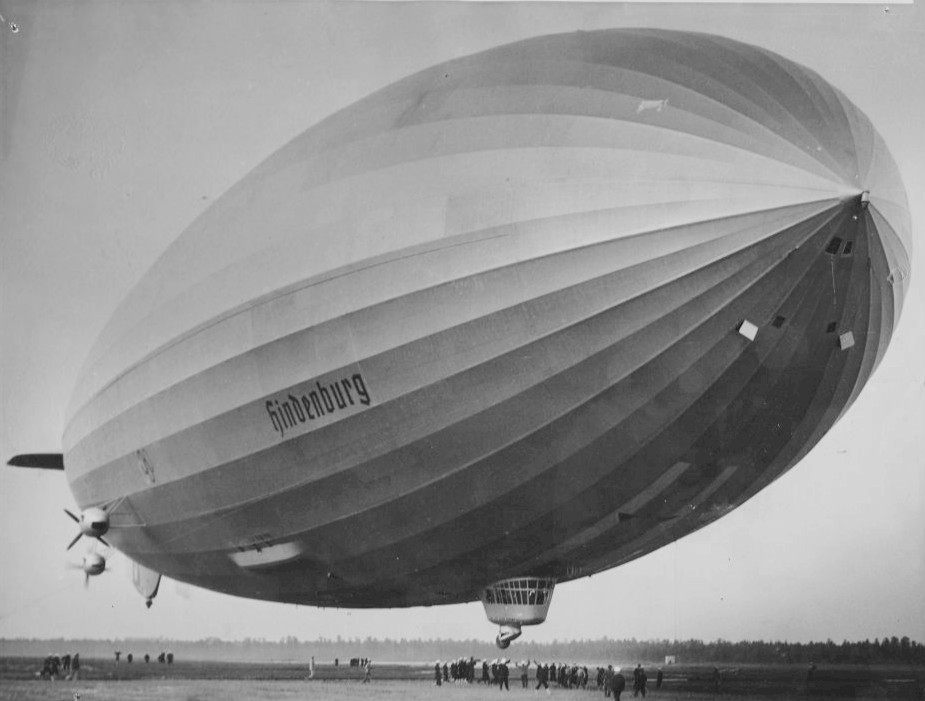
ヒンデンブルク号。タンネンベルクで Hindenburg と書かれている
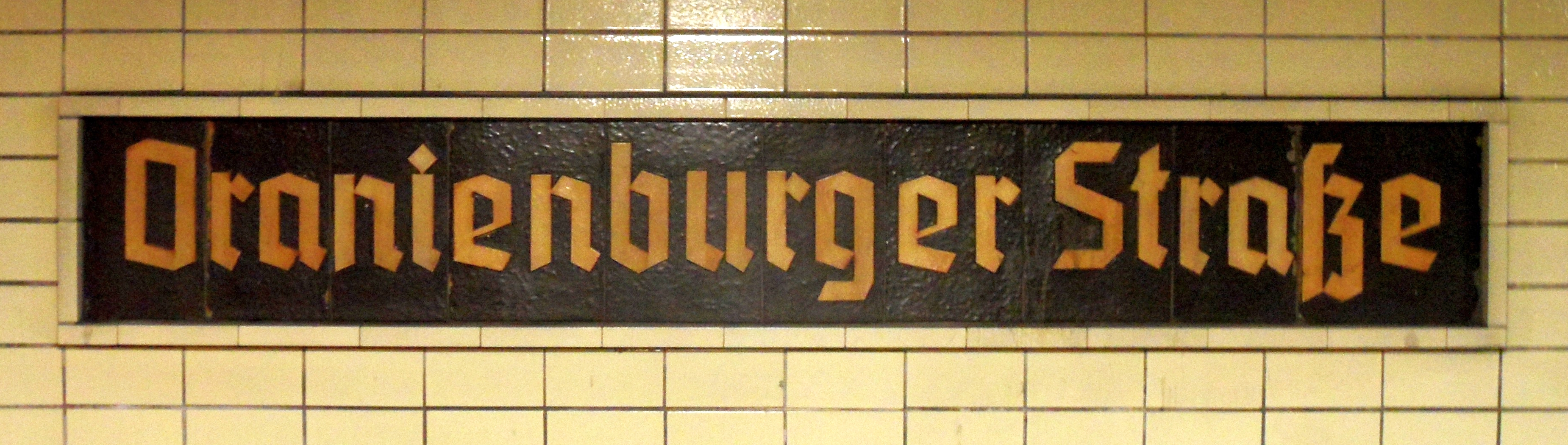
ベルリンSバーンの南北地下線ベルリン・オラーニエンブルク通り駅の駅名看板。タンネンベルクで書かれている

この公式な立場は1930年代後半を通じ維持されていたが、1940年3月にゲッベルスは外国向けのすべてのプロパガンダ文書はアンティカで書くように命令した。さらに1941年1月3日、官房長マルティン・ボルマンは全ての政府機関に対して「フラクトゥールはユダヤ人の文字 (Judenlettern) なのでこれ以上の使用を禁止する」という文書を発したためフラクトゥールは公式文書から消えてしまった。この命令の原因として、ドイツ政府は第二次世界大戦で占領下に置いた地域でフラクトゥールが命令伝達の障害となっていることを認識したのではないかという推測があるが、占領地域での伝達障害の主な原因はドイツ人行政官のフラクトゥールを基礎にしたジュッターリーン体などの筆記体 (Kurrent) でありフラクトゥールそのものではないという反論がある。真の理由は、ドイツ国外で接収した活字や印刷機を使ってドイツ語文書を作りたかったからではないかともいわれる。
フラクトゥールは戦後のドイツで短い期間ではあるが復活した。ドイツの多くの印刷業者は1955年ごろまで資金不足にあえぎ、新しい活字を買う余裕がなかったため古いフラクトゥールの活字を引っ張り出したのである。経済が復興するに従い、ナチスあるいは帝政ドイツのような古い体制を思わせる旧式のフラクトゥールは、反ナチス法が追い風となり新聞や書籍から姿を消した。ほとんどの書籍や文書からフラクトゥールが消えた後も、西ドイツで出版される聖書では1960年代までは、法典などでは1980年代まではフラクトゥールによる印刷も残っていたが、やがてアンティカ体に切り替えられていった。

## フラクトゥールの利用
今日のドイツでは、フラクトゥールは装飾用の書体としてまれに使われる程度である。例えばドイツの古くからの新聞は、一面にある新聞名をフラクトゥールで表記しているが、記事本文や見出しではフラクトゥールは用いられずアンティカ体が用いられる。また、パブなど飲み屋やレストランの看板にも、伝統や地元密着の歴史を強調するためによく使われる。こうした看板や装飾での使用では、小文字sや長いsの区別や、連字・合字などのルールはあまり気にされていない。すでに西ドイツ統一後のドイツ人の日常生活からは、ほとんど見られなくなっていた。
一方、フラクトゥールの個別の文字は数学分野で記号として使われることがある。例えば、リー環、完全加法族、イデアル、ラマヌジャン和を表す記号としてフラクトゥールが使われている。これは、特徴的なフラクトゥール文字の形状が、数学上の固有の対象を表すのに適しているからである。
またハードロック・ヘヴィメタルなどの大衆音楽では、北欧やドイツなどから来たという印象を強調するため、あるいは中世の伝統や神話などを思わせるため、悪魔的で強面で悪そうなところを強調するためにフラクトゥールやタンネンベルク、その他ブラックレターをバンドロゴに使うことがあるほか、ヒップホップでもメキシコ文化の中の宗教的伝統や伝統的食品などに使われていたブラックレターがアメリカ西海岸のギャング文化に流入したことから、アルバムやグッズに使われるロゴにブラックレターがあしらわれることが多くなっている。

## フラクトゥールのバリエーションの例
下の図にあるドイツ語文は、フラクトゥールのうち、それぞれ"Walbaum-Fraktur"、"Humboldtfraktur"という字体を用いている。それぞれの字体の名前の後に、 "Victor jagt zwölf Boxkämpfer quer über den Sylter Deich" という文章が続いている。文の意味は、「ヴィクターはジュルトの堤防を横切って十二人のボクサーを追いかけた」となるが、これはローマ字の26文字とウムラウトのついた文字を全部使うパングラム（pangram、全ての文字を使って作る文）である。

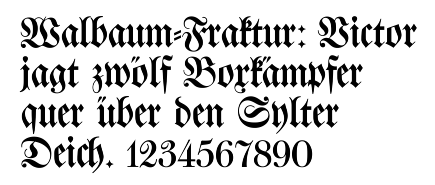
Normalfraktur、「Walbaum-Fraktur」 (1800年)

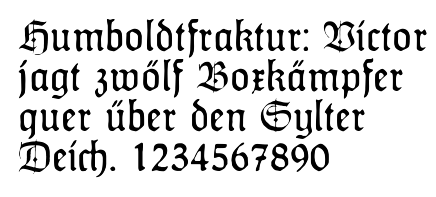
Humboldtfraktur　(Hiero Rhode, 1938年)

## 一覧
| A                               | B                               | C                               | D                                | E                               | F                               | G                               | H                               | I                               | J                               | K                               | L                               | M                               | N                               | O                               |
| {\displaystyle {\mathfrak {A}}} | {\displaystyle {\mathfrak {B}}} | {\displaystyle {\mathfrak {C}}} | {\displaystyle {\mathfrak {D}}}  | {\displaystyle {\mathfrak {E}}} | {\displaystyle {\mathfrak {F}}} | {\displaystyle {\mathfrak {G}}} | {\displaystyle {\mathfrak {H}}} | {\displaystyle {\mathfrak {I}}} | {\displaystyle {\mathfrak {J}}} | {\displaystyle {\mathfrak {K}}} | {\displaystyle {\mathfrak {L}}} | {\displaystyle {\mathfrak {M}}} | {\displaystyle {\mathfrak {N}}} | {\displaystyle {\mathfrak {O}}} |
| a                               | b                               | c                               | d                                | e                               | f                               | g                               | h                               | i                               | j                               | k                               | l                               | m                               | n                               | o                               |
| {\displaystyle {\mathfrak {a}}} | {\displaystyle {\mathfrak {b}}} | {\displaystyle {\mathfrak {c}}} | {\displaystyle {\mathfrak {d}}}  | {\displaystyle {\mathfrak {e}}} | {\displaystyle {\mathfrak {f}}} | {\displaystyle {\mathfrak {g}}} | {\displaystyle {\mathfrak {h}}} | {\displaystyle {\mathfrak {i}}} | {\displaystyle {\mathfrak {j}}} | {\displaystyle {\mathfrak {k}}} | {\displaystyle {\mathfrak {l}}} | {\displaystyle {\mathfrak {m}}} | {\displaystyle {\mathfrak {n}}} | {\displaystyle {\mathfrak {o}}} |
| P                               | Q                               | R                               | S                                | T                               | U                               | V                               | W                               | X                               | Y                               | Z                               | Ä                               | Ö                               | Ü                               |                                 |
| {\displaystyle {\mathfrak {P}}} | {\displaystyle {\mathfrak {Q}}} | {\displaystyle {\mathfrak {R}}} | {\displaystyle {\mathfrak {S}}}  | {\displaystyle {\mathfrak {T}}} | {\displaystyle {\mathfrak {U}}} | {\displaystyle {\mathfrak {V}}} | {\displaystyle {\mathfrak {W}}} | {\displaystyle {\mathfrak {X}}} | {\displaystyle {\mathfrak {Y}}} | {\displaystyle {\mathfrak {Z}}} |                                 |                                 |                                 |                                 |
| p                               | q                               | r                               | ſ, s                             | t                               | u                               | v                               | w                               | x                               | y                               | z                               | ä                               | ö                               | ü                               |                                 |
| {\displaystyle {\mathfrak {p}}} | {\displaystyle {\mathfrak {q}}} | {\displaystyle {\mathfrak {r}}} | {\displaystyle {\mathfrak {,s}}} | {\displaystyle {\mathfrak {t}}} | {\displaystyle {\mathfrak {u}}} | {\displaystyle {\mathfrak {v}}} | {\displaystyle {\mathfrak {w}}} | {\displaystyle {\mathfrak {x}}} | {\displaystyle {\mathfrak {y}}} | {\displaystyle {\mathfrak {z}}} |                                 |                                 |                                 |                                 |

### 合字
| ch | ck | sz(ß) | tz |
|    |    |       |    |

## 符号位置
フラクトゥールは通常のラテン文字の符号位置を使い、フォントによって区別する。代表的なフォントにBreitkopf Frakturや、Google FontsのUnifrakturMaguntiaやUnifrakturCookがある。
Unicodeの追加多言語面には数学用英数字記号のブロックがあり、その中にフラクトゥールとその太字も含まれているが、これは数学的記号としてフォントが重要な意味をもつ場合に用いるためのものであり、通常の文章に使われることを想定していない。一部の大文字(C,H,I,R,Z)は基本多言語面の文字様記号のブロックに定義されている。
| 大文字 | Unicode | JIS X 0213 | 文字参照            | 小文字 | Unicode | JIS X 0213 | 文字参照            | 備考   |
| ------ | ------- | ---------- | ------------------- | ------ | ------- | ---------- | ------------------- | ------ |
| 𝔄      | U+1D504 | -          | &#x1D504; &#120068; | 𝔞      | U+1D51E | -          | &#x1D51E; &#120094; |        |
| 𝔅      | U+1D505 | -          | &#x1D505; &#120069; | 𝔟      | U+1D51F | -          | &#x1D51F; &#120095; |        |
| ℭ      | U+212D  | -          | &#x212D; &#8493;    | 𝔠      | U+1D520 | -          | &#x1D520; &#120096; | [ 12 ] |
| 𝔇      | U+1D507 | -          | &#x1D507; &#120071; | 𝔡      | U+1D521 | -          | &#x1D521; &#120097; |        |
| 𝔈      | U+1D508 | -          | &#x1D508; &#120072; | 𝔢      | U+1D522 | -          | &#x1D522; &#120098; |        |
| 𝔉      | U+1D509 | -          | &#x1D509; &#120073; | 𝔣      | U+1D523 | -          | &#x1D523; &#120099; |        |
| 𝔊      | U+1D50A | -          | &#x1D50A; &#120074; | 𝔤      | U+1D524 | -          | &#x1D524; &#120100; |        |
| ℌ      | U+210C  | -          | &#x210C; &#8460;    | 𝔥      | U+1D525 | -          | &#x1D525; &#120101; | [ 12 ] |
| ℑ      | U+2111  | -          | &#x2111; &#8465;    | 𝔦      | U+1D526 | -          | &#x1D526; &#120102; | [ 12 ] |
| 𝔍      | U+1D50D | -          | &#x1D50D; &#120077; | 𝔧      | U+1D527 | -          | &#x1D527; &#120103; |        |
| 𝔎      | U+1D50E | -          | &#x1D50E; &#120078; | 𝔨      | U+1D528 | -          | &#x1D528; &#120104; |        |
| 𝔏      | U+1D50F | -          | &#x1D50F; &#120079; | 𝔩      | U+1D529 | -          | &#x1D529; &#120105; |        |
| 𝔐      | U+1D510 | -          | &#x1D510; &#120080; | 𝔪      | U+1D52A | -          | &#x1D52A; &#120106; |        |
| 𝔑      | U+1D511 | -          | &#x1D511; &#120081; | 𝔫      | U+1D52B | -          | &#x1D52B; &#120107; |        |
| 𝔒      | U+1D512 | -          | &#x1D512; &#120082; | 𝔬      | U+1D52C | -          | &#x1D52C; &#120108; |        |
| 𝔓      | U+1D513 | -          | &#x1D513; &#120083; | 𝔭      | U+1D52D | -          | &#x1D52D; &#120109; |        |
| 𝔔      | U+1D514 | -          | &#x1D514; &#120084; | 𝔮      | U+1D52E | -          | &#x1D52E; &#120110; |        |
| ℜ      | U+211C  | -          | &#x211C; &#8476;    | 𝔯      | U+1D52F | -          | &#x1D52F; &#120111; | [ 12 ] |
| 𝔖      | U+1D516 | -          | &#x1D516; &#120086; | 𝔰      | U+1D530 | -          | &#x1D530; &#120112; |        |
| 𝔗      | U+1D517 | -          | &#x1D517; &#120087; | 𝔱      | U+1D531 | -          | &#x1D531; &#120113; |        |
| 𝔘      | U+1D518 | -          | &#x1D518; &#120088; | 𝔲      | U+1D532 | -          | &#x1D532; &#120114; |        |
| 𝔙      | U+1D519 | -          | &#x1D519; &#120089; | 𝔳      | U+1D533 | -          | &#x1D533; &#120115; |        |
| 𝔚      | U+1D51A | -          | &#x1D51A; &#120090; | 𝔴      | U+1D534 | -          | &#x1D534; &#120116; |        |
| 𝔛      | U+1D51B | -          | &#x1D51B; &#120091; | 𝔵      | U+1D535 | -          | &#x1D535; &#120117; |        |
| 𝔜      | U+1D51C | -          | &#x1D51C; &#120092; | 𝔶      | U+1D536 | -          | &#x1D536; &#120118; |        |
| ℨ      | U+2128  | -          | &#x2128; &#8488;    | 𝔷      | U+1D537 | -          | &#x1D537; &#120119; | [ 12 ] |
| 𝕬      | U+1D56C | -          | &#x1D56C; &#120172; | 𝖆      | U+1D586 | -          | &#x1D586; &#120198; |        |
| 𝕭      | U+1D56D | -          | &#x1D56D; &#120173; | 𝖇      | U+1D587 | -          | &#x1D587; &#120199; |        |
| 𝕮      | U+1D56E | -          | &#x1D56E; &#120174; | 𝖈      | U+1D588 | -          | &#x1D588; &#120200; |        |
| 𝕯      | U+1D56F | -          | &#x1D56F; &#120175; | 𝖉      | U+1D589 | -          | &#x1D589; &#120201; |        |
| 𝕰      | U+1D570 | -          | &#x1D570; &#120176; | 𝖊      | U+1D58A | -          | &#x1D58A; &#120202; |        |
| 𝕱      | U+1D571 | -          | &#x1D571; &#120177; | 𝖋      | U+1D58B | -          | &#x1D58B; &#120203; |        |
| 𝕲      | U+1D572 | -          | &#x1D572; &#120178; | 𝖌      | U+1D58C | -          | &#x1D58C; &#120204; |        |
| 𝕳      | U+1D573 | -          | &#x1D573; &#120179; | 𝖍      | U+1D58D | -          | &#x1D58D; &#120205; |        |
| 𝕴      | U+1D574 | -          | &#x1D574; &#120180; | 𝖎      | U+1D58E | -          | &#x1D58E; &#120206; |        |
| 𝕵      | U+1D575 | -          | &#x1D575; &#120181; | 𝖏      | U+1D58F | -          | &#x1D58F; &#120207; |        |
| 𝕶      | U+1D576 | -          | &#x1D576; &#120182; | 𝖐      | U+1D590 | -          | &#x1D590; &#120208; |        |
| 𝕷      | U+1D577 | -          | &#x1D577; &#120183; | 𝖑      | U+1D591 | -          | &#x1D591; &#120209; |        |
| 𝕸      | U+1D578 | -          | &#x1D578; &#120184; | 𝖒      | U+1D592 | -          | &#x1D592; &#120210; |        |
| 𝕹      | U+1D579 | -          | &#x1D579; &#120185; | 𝖓      | U+1D593 | -          | &#x1D593; &#120211; |        |
| 𝕺      | U+1D57A | -          | &#x1D57A; &#120186; | 𝖔      | U+1D594 | -          | &#x1D594; &#120212; |        |
| 𝕻      | U+1D57B | -          | &#x1D57B; &#120187; | 𝖕      | U+1D595 | -          | &#x1D595; &#120213; |        |
| 𝕼      | U+1D57C | -          | &#x1D57C; &#120188; | 𝖖      | U+1D596 | -          | &#x1D596; &#120214; |        |
| 𝕽      | U+1D57D | -          | &#x1D57D; &#120189; | 𝖗      | U+1D597 | -          | &#x1D597; &#120215; |        |
| 𝕾      | U+1D57E | -          | &#x1D57E; &#120190; | 𝖘      | U+1D598 | -          | &#x1D598; &#120216; |        |
| 𝕿      | U+1D57F | -          | &#x1D57F; &#120191; | 𝖙      | U+1D599 | -          | &#x1D599; &#120217; |        |
| 𝖀      | U+1D580 | -          | &#x1D580; &#120192; | 𝖚      | U+1D59A | -          | &#x1D59A; &#120218; |        |
| 𝖁      | U+1D581 | -          | &#x1D581; &#120193; | 𝖛      | U+1D59B | -          | &#x1D59B; &#120219; |        |
| 𝖂      | U+1D582 | -          | &#x1D582; &#120194; | 𝖜      | U+1D59C | -          | &#x1D59C; &#120220; |        |
| 𝖃      | U+1D583 | -          | &#x1D583; &#120195; | 𝖝      | U+1D59D | -          | &#x1D59D; &#120221; |        |
| 𝖄      | U+1D584 | -          | &#x1D584; &#120196; | 𝖞      | U+1D59E | -          | &#x1D59E; &#120222; |        |
| 𝖅      | U+1D585 | -          | &#x1D585; &#120197; | 𝖟      | U+1D59F | -          | &#x1D59F; &#120223; |        |